# Cerro Don Bosco
El cerro Don Bosco es una montaña ubicada en el campo de hielo patagónico sur dentro de la zona en litigio entre Chile y Argentina. Se encuentra al sur del glaciar Viedma y al este del cordón Mariano Moreno.
Para Argentina el cerro forma parte desde 1937 del parque nacional Los Glaciares, en el departamento Lago Argentino de la provincia de Santa Cruz, que fue declarado Patrimonio de la Humanidad por la Unesco en 1981. Para Chile, hace parte desde 1969 del parque nacional Bernardo O'Higgins, en la comuna de Natales de la provincia de Última Esperanza en la región de Magallanes y de la Antártica Chilena.